# Seinsheim
Seinsheim ist ein Markt im unterfränkischen Landkreis Kitzingen und Mitglied der Verwaltungsgemeinschaft Marktbreit. 

## Geografie

### Geografische Lage
Die Gemeinde liegt an den südlichen Ausläufern des Steigerwaldes am Iffbach (im Unterlauf Iff genannt), einem linken Zufluss des Breitbachs. Die namengebende Ortschaft ist durch den Weinbau geprägt. Im Südosten des Gemeindegebietes befindet sich der sogenannte Kunigundenwald, der im Mittelalter lange Zeit von insgesamt acht Dörfern der Umgebung gemeinsam genutzt wurde.

### Gemeindegliederung
Es gibt 15 Gemeindeteile (in Klammern ist der Siedlungstyp angegeben):
- Backofenmühle (Einöde)
- Barthsmühle (Einöde)
- Beigelsmühle (Einöde)
- Dorfmühle (Einöde)
- Gehrenmühle (Einöde)
- Iffigheim (Kirchdorf)
- Lungenmühle (Einöde)
- Nagelsmühle (Einöde)
- Schleifmühle (Einöde)
- Seinsheim (Hauptort)
- Stadtmühle (Einöde)
- Tiefenstockheim (Pfarrdorf)
- Wässerndorf (Pfarrdorf)
- Winkelhof (Weiler)
- Winkelhofmühle (Einöde)

Außerdem gibt es die Einöden Gumpertsmühle, Holzmühle, Papiermühle und Riedmühle.
Auf dem Gemeindegebiet gibt die Gemarkungen Iffigheim, Seinsheim, Tiefenstockheim und Wässerndorf. Die Gemarkung Seinsheim hat eine Fläche von 6,868 km². Sie ist in 1110 Flurstücke aufgeteilt, die eine durchschnittliche Fläche von 6187,80 m² haben. In ihr liegt neben dem namensgebenden Ort der Gemeindeteil Stadtmühle.

### Nachbargemeinden
Nachbargemeinden sind (von Norden beginnend im Uhrzeigersinn): Willanzheim, Ippesheim, Martinsheim, Obernbreit und Marktsteft.

### Naturräumliche Lage
Naturräumlich haben Seinsheim und seine Gemeindeteile Anteil an mehreren Naturräumen, darunter der zum Ochsenfurter Gau und zum Gollachgau gehörende Ifftalbereich. Die Dörfer und Mühlen liegen in den Tälern des Breitbachs bzw. der Iff und deren Nebenbächen, die Ackerflächen auf der Hochebene des fruchtbaren Gäulandes.

## Geschichte

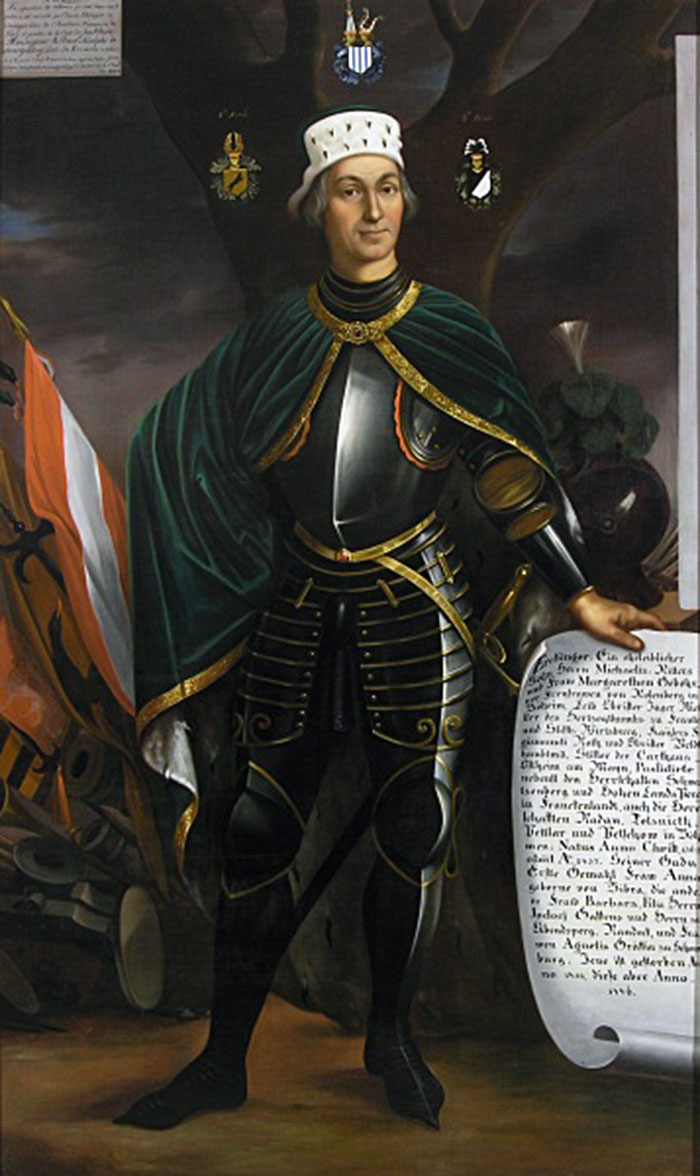
Erkinger von Seinsheim kann als Förderer der Siedlung gelten

Der Ort wurde in einer Urkunde, die im Zeitraum von 830 bis 840 verfasst wurde, als „Souuuuenesheim“ erstmals erwähnt. Das Bestimmungswort ist der Personenname Sowin. Das Grundwort -heim deutet auf die Gründung während der Fränkischen Landnahme am Ende des 7. Jahrhunderts hin. Die Stelle von Seinsheim war bereits in vor- und frühgeschichtlicher Zeit besiedelt, worauf Reihengräberfunde in den 1920er und 1930er Jahren hinweisen.
Seinsheim war ein Zentralort des frühen Iffgaus mit einer Urpfarrei (St. Peter). Der Ort wurde in der älteren Literatur zusammen mit den benachbarten Dörfern Herrnsheim, Iffigheim und Weigenheim als Reichsdorf bezeichnet, das nur dem Kaiser unterstellt war. Heute geht man davon aus, dass der Kaiser lediglich Würzburger Güter vogteilich verwaltete. Im Jahr 1147 wurde „Eispertus de Souvensheim“ aus einem ortsadeligen Geschlecht Würzburger Lehensleute erstmals im Ort erwähnt.
Nach dem Niedergang der Staufer kurz nach 1260 übernahmen die Hohenlohe die „Reichsgüter unter den Bergen“ (bona sub montibus). Als Gerichtsort der Zent Hohenlandsberg gelangte Seinsheim um 1415 an Erkinger von Seinsheim-Stephansberg. Erkinger nannte sich bald nach der von ihm gekauften Burg Schwarzenberg bei Scheinfeld und wurde zum Stammvater der heutigen Fürsten von Schwarzenberg. 
1434 erhielt Seinsheim auf Bitten des Erkinger das Marktrecht durch Kaiser Sigismund. Bis 1806 gehörte Seinsheim den Herren/Grafen/Fürsten von Schwarzenberg, die dort 1626/27 die Gegenreformation durchführten und Seinsheim wieder katholisch prägten. Mit der auf dem Fränkischen Kreistag vertretenen Herrschaft bzw. Grafschaft Seinsheim, deren Mittelpunkte Marktbreit und Markt Nordheim/Seehaus waren, hat der Ort Seinsheim nichts zu tun.
Der Ort war mit Zaun, Graben und zwei Torhäusern befestigt, denn „Johann von Schwarzenberg erließ dem Marktflecken 1502 auf ewige Zeiten das Umgeld, mit der Auflage, damit Tore, Gräben und Mauern zu erhalten.“ Seinsheim diente weiterhin als Gerichtssitz der Zent Hohenlandsberg der Herrschaft Schwarzenberg, die ab 1500 zum Fränkischen Reichskreis gehörte und 1806 an das Königreich Bayern fiel. 
Gegen Ende des 18. Jahrhunderts bestand Seinsheim aus 33 Hofreiten. Das Hoch-, die Dorf- und Gemeindeherrschaft sowie die Grundherrschaft über sämtliche Anwesen übte das schwarzenbergische Amt Wässerndorf aus.
Im Jahr 1806 kam Seinsheim an das Königreich Bayern. Mit dem Gemeindeedikt (frühes 19. Jahrhundert) wurde der Steuerdistrikt Seinsheim gebildet. Zu diesem gehörten Backofenmühle, Beigelsmühle, Christiansmühle, Iffigheim, Nagelsmühle, Schleifmühle und Stadtmühle. Wenig später entstand die Ruralgemeinde Seinsheim, zu der Stadtmühle gehörte. Sie war in Verwaltung und Gerichtsbarkeit dem Herrschaftsgericht Hohenlandsberg zugeordnet und in der Finanzverwaltung dem Rentamt Scheinfeld, nach dessen Auflösung im Jahr 1818 dem Rentamt Iphofen. Mit der Auflösung des Herrschaftsgerichtes im Jahr 1850 kam Seinsheim an das Landgericht Markt Bibart. Am 25. August 1857 wurde die Gemeinde an das Landgericht Marktbreit und an das Rentamt Ochsenfurt überwiesen (1919 in Finanzamt Ochsenfurt umbenannt). Ab 1862 war das Bezirksamt Kitzingen (1939 in Landkreis Kitzingen umbenannt) für die Verwaltung der Gemeinde zuständig. Die Gerichtsbarkeit blieb beim Landgericht Marktbreit (1879 in Amtsgericht Marktbreit umbenannt), ab 1932 war das Amtsgericht Ochsenfurt zuständig. 1964 hatte die Gemeinde eine Gebietsfläche von 6,913 km². Am 1. Juli 1972 wurde Seinsheim an das Finanzamt Kitzingen und das Amtsgericht Kitzingen überwiesen. 

### Eingemeindungen
Im Rahmen der Gebietsreform in Bayern wurden am 1. Mai 1978 die Gemeinden Iffigheim, Wässerndorf und Tiefenstockheim eingemeindet.

### Einwohnerentwicklung
Im Zeitraum 1988 bis 2018 stagnierte die Einwohnerzahl bzw. sie sank konkret geringfügig von 1060 auf 1054 um 6 bzw. um 0,6 %. 1997 hatte der Markt 1152 Einwohner.
Quelle: BayLfStat
Gemeinde Seinsheim
| Jahr      | 1818   | 1840   | 1852   | 1861   | 1867   | 1871   | 1875   | 1880   | 1885   | 1890   | 1895   | 1900   | 1905   | 1910   | 1919   | 1925   | 1933   | 1939   | 1946   | 1950   | 1961   | 1970   | 1987   | 2007   | 2010   | 2015   | 2022   |
| Einwohner | 534    | 530    | 491    | 495    | 489    | 490    | 486    | 511    | 512    | 514    | 506    | 500    | 493    | 503    | 524    | 543    | 511    | 495    | 595    | 559    | 473    | 502    | 1049   | 1062   | 1041   | 1059   | 1085   |
| Häuser    | 112    | 115    |        |        |        | 116    |        |        | 111    | 113    |        | 114    |        |        |        | 109    |        |        |        | 102    | 105    |        | 320    |        |        | 363    | 384    |
| Quelle    | [ 16 ] | [ 23 ] | [ 24 ] | [ 25 ] | [ 26 ] | [ 27 ] | [ 28 ] | [ 29 ] | [ 30 ] | [ 31 ] | [ 24 ] | [ 32 ] | [ 24 ] | [ 33 ] | [ 24 ] | [ 34 ] | [ 24 ] | [ 24 ] | [ 24 ] | [ 35 ] | [ 20 ] | [ 36 ] | [ 37 ] | [ 38 ] | [ 38 ] | [ 38 ] | [ 39 ] |

Ort Seinsheim
| Jahr      | 1818   | 1836   | 1840   | 1861   | 1871   | 1885   | 1900   | 1925   | 1950   | 1961   | 1970   | 1987   | 2000   | 2006   | 2013   |
| Einwohner | 528    | 496    | 524    | *495   | 483    | 509    | 495    | 537    | 535    | 468    | 500    | 446    | *429   | *441   | *431   |
| Häuser    | 110    | 114    | 114    |        |        | 110    | 113    | 108    | 101    | 104    |        | 130    |        |        |        |
| Quelle    | [ 16 ] | [ 40 ] | [ 23 ] | [ 25 ] | [ 27 ] | [ 30 ] | [ 32 ] | [ 34 ] | [ 35 ] | [ 20 ] | [ 36 ] | [ 37 ] | [ 41 ] | [ 41 ] | [ 41 ] |

## Politik

### Gemeinderat
Die Gemeinderatswahl 2020 erbrachte folgende Stimmenanteile und Sitzverteilung:
- Freie Wähler Seinsheim: 38,4 % (4 Sitze)
- Wahlgemeinschaft Tiefenstockheim: 22,0 % (3 Sitze)
- Wählervereinigung Wässerndorf: 22,6 % (3 Sitze)
- Unabhängige Wähler Iffigheim: 17,0 % (2 Sitze)

### Bürgermeisterin
Ruth Albrecht wurde für die Wahl am 15. März 2020 von vier Wählergruppen nominiert und mit 93,9 % der gültigen Stimmen zur Ersten Bürgermeisterin gewählt. Sie trat das Amt am 1. Mai 2020 an. Ihr Vorgänger war 30 Jahre lang, vom 1. Mai 1990 bis 30. April 2020, Heinz Dorsch, nominiert ebenfalls von mehreren Wählergruppen.

### Wappen und Flagge
Wappen
| Wappen von Seinsheim | Blasonierung: „In Silber drei blaue Pfähle, im Ganzen überdeckt mit einem schräglinken goldenen Wellenbalken.“ |
| Wappen von Seinsheim | Wappenbegründung: Siegel sind erst aus dem späten 16. Jahrhundert durch Abdrucke überliefert. Der Umschrift nach gab es getrennte Siegel für die Gemeinde und das Gericht. Sie unterschieden sich auch im Bild durch die verschiedene Laufrichtung des schrägen Wellenbalkens. Im frühen 19. Jahrhundert gab es nur ein Schriftsiegel. Die drei blauen Pfähle in silbernem Feld weisen auf die Herren von Seinsheim und Schwarzenberg hin. Diese führten einen fünfmal von Silber und Blau bzw. siebenmal von Blau und Silber gespaltenen Schild. Der Schrägbalken ist wohl als Unterscheidungsmerkmal des Gerichtssiegels vom kommunalen Siegel anzusehen. Wappenführung seit dem 16. Jahrhundert |

Gemeindeflagge
Die Gemeindeflagge ist rot-weiß.

## Sehenswürdigkeiten

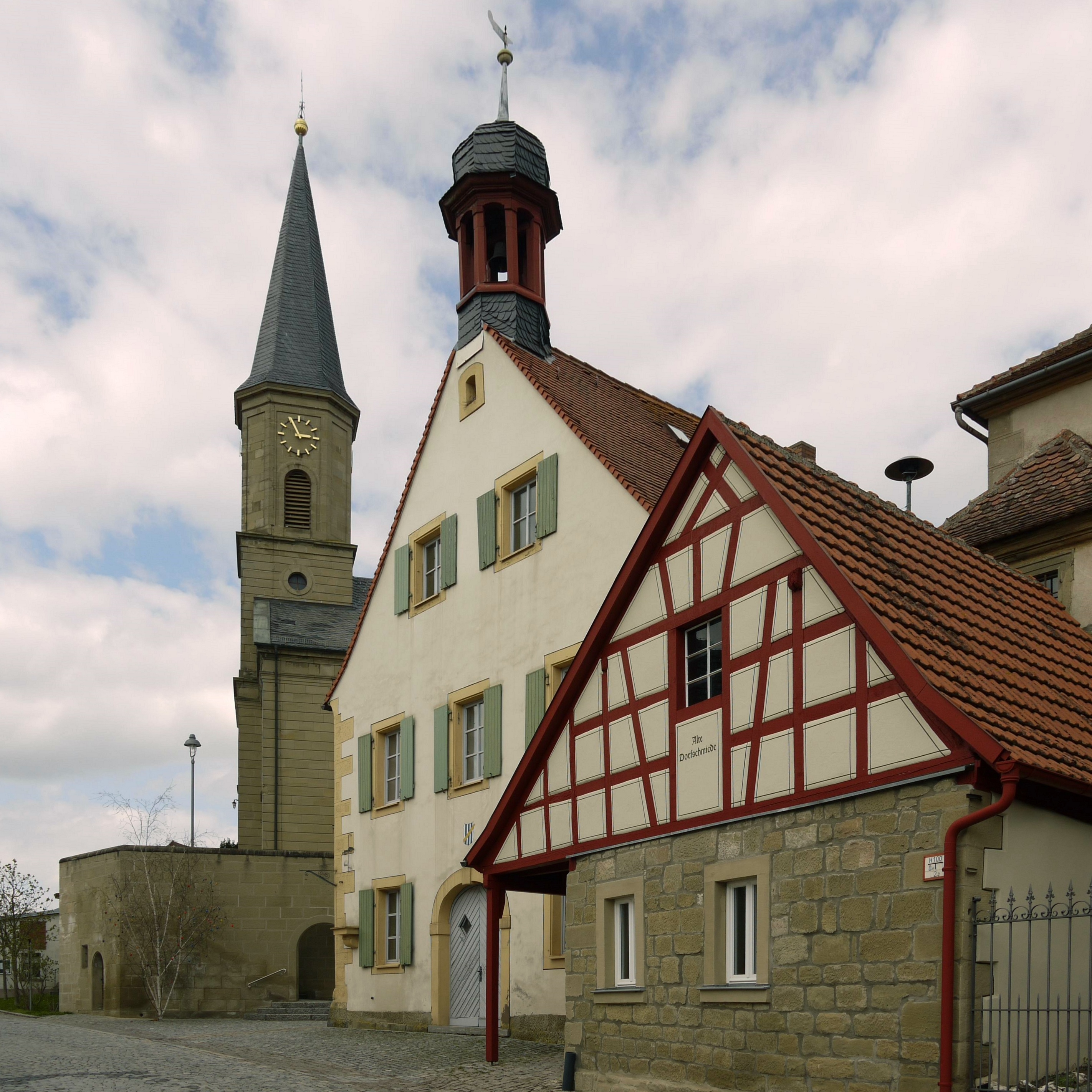
Seinsheim

Seinsheim hat sich zunehmend touristisch entwickelt. Der Verbund Weinparadies Franken, bestehend aus unter- und mittelfränkischen Weinbaugemeinden rund um Seinsheim, hat hierzu wesentlich beigetragen.

### Bau- und Bodendenkmäler
- Rathaus aus dem 17. Jahrhundert mit Pranger
- Katholische Kirche St. Peter und Paul: Sie wurde 1810 bis 1814 neu erbaut. Rund um die Kirche erstreckt sich das Ensemble der Kirchengaden. Darin befinden sich heute unter anderem die kleinste Brauerei Unterfrankens sowie Jugend- und Ausstellungsräume.
- Kirchgaden
- Hoftor von 1813 in der Hüttenheimer Straße
- Statue Maria Immaculata in der Frankenstraße (Familie Schilling) und eine Anzahl von Bildstöcken in der Flur

### Weitere Sehenswürdigkeiten
- Baumhoroskopweg: Der Seinsheimer Baumhoroskopweg führt um den Landschaftssee und durch die Ortschaft und ist ein Baumlehrpfad der besonderen Art. Er vermittelt auf ca. 1,8 Kilometer Länge die Mystik eines auf keltischen Ursprung zurückgehenden Horoskops mit dem Wissenswerten eines Baumlehrpfades. An 21 Thementafeln erhält der Wanderer kultische, kulturelle, geschichtliche und medizinische Informationen über die Bäume.
- Bildstockweg
- Landschaftssee

## Weinbau
Seinsheim ist ein fränkischer Weinbauort. Die Weinberge (ca. 40 Hektar) liegen östlich des Dorfes am Hang des Bullenheimer Berges auf Keuperböden in West- und Südlagen. Der Wein wird seit den 1970er Jahren unter dem Namen "Seinsheimer Hohenbühl" vermarktet. Seinsheim ist Teil des Bereichs Weinparadies, bis 2017 waren die Winzer im Bereich Steigerwald zusammengefasst. Die Gipskeuperböden um Seinsheim eignen sich ebenso für den Anbau von Wein wie die Lage in der Maingauklimazone, die zu den wärmsten Deutschlands gehört. 
Bereits seit dem Frühmittelalter betreiben die Menschen um Seinsheim Weinbau. Die fränkischen Siedler brachten wohl im 7. Jahrhundert die Rebe mit an den Main. Im Mittelalter gehörte die Region zum größten zusammenhängenden Weinbaugebiet im Heiligen Römischen Reich. Die Menschen betrieben zumeist Nebenerwerbsweinbau zur Selbstversorgung, gleichzeitig bildeten sich bereits Exportzentren insbesondere entlang des Maines heraus. Die Seinsheimer produzierten den Wein zum einen für die kirchlichen und weltlichen Feudalherren (Zehnt, Weingült – eine Art Pacht), verkauften ihn an den Weinhandel und benötigten ihn natürlich für den Hausgebrauch. 
Der Weinbau erlebte nach der Säkularisation zu Beginn des 19. Jahrhunderts einen umfassenden Niedergang. Vor allem klimatisch weniger begünstige Lagen gab man vollständig auf. Zusätzlich erschwerte das Aufkommen von Schädlingen wie der Reblaus den Anbau. Konsolidieren konnte sich die Weinbauregion Franken erst wieder in der zweiten Hälfte des 20. Jahrhunderts. Der Einsatz von Düngern und verbesserte Anbaumethoden hatten dazu ebenso beigetragen wie die Organisation in Genossenschaften und die Flurbereinigung der 1970er Jahre.
Seinsheim ist von dieser jahrhundertealten Weinkultur geprägt, so unterkellerte man die zu Beginn des 19. Jahrhunderts neu errichtete Kirche vollständig, um hier Weinfässer lagern zu können. Auf rund 40 Hektar werden in Seinsheim insbesondere die Rebsorten Müller-Thurgau, Silvaner, Traminer und Bacchus (als Weißwein) sowie Dornfelder, Portugieser und Domina (als Rotwein) angebaut. Mittelpunkt des Festkalenders ist das Seinsheimer Weinfest, das jährlich Anfang Juni gefeiert wird.
| Weinlage  | Größe 1993 | Himmelsrichtung | Hangneigung | Hauptrebsorten                     | Großlage                  |
| --------- | ---------- | --------------- | ----------- | ---------------------------------- | ------------------------- |
| Hohenbühl | 40 ha      | Westen          | 15–35 %     | Silvaner, Müller-Thurgau, Traminer | Frankenberger Schloßstück |

## Verkehr
Die Staatsstraße 2419 führt über Bullenheim nach Ippesheim (4,3 km südlich). Die Staatsstraße 2418 führt über Iffigheim nach Obernbreit (4,3 km nordwestlich) bzw. nach Hüttenheim in Bayern (2,8 km östlich). Die Kreisstraße KT 26 führt nach Wässerndorf (1,2 km westlich).

## Persönlichkeiten
- Brian Fitzgibbon (* 1952), irischer Maler und Grafiker, lebt und arbeitet seit 1993 in Seinsheim